# Pletscherplatte

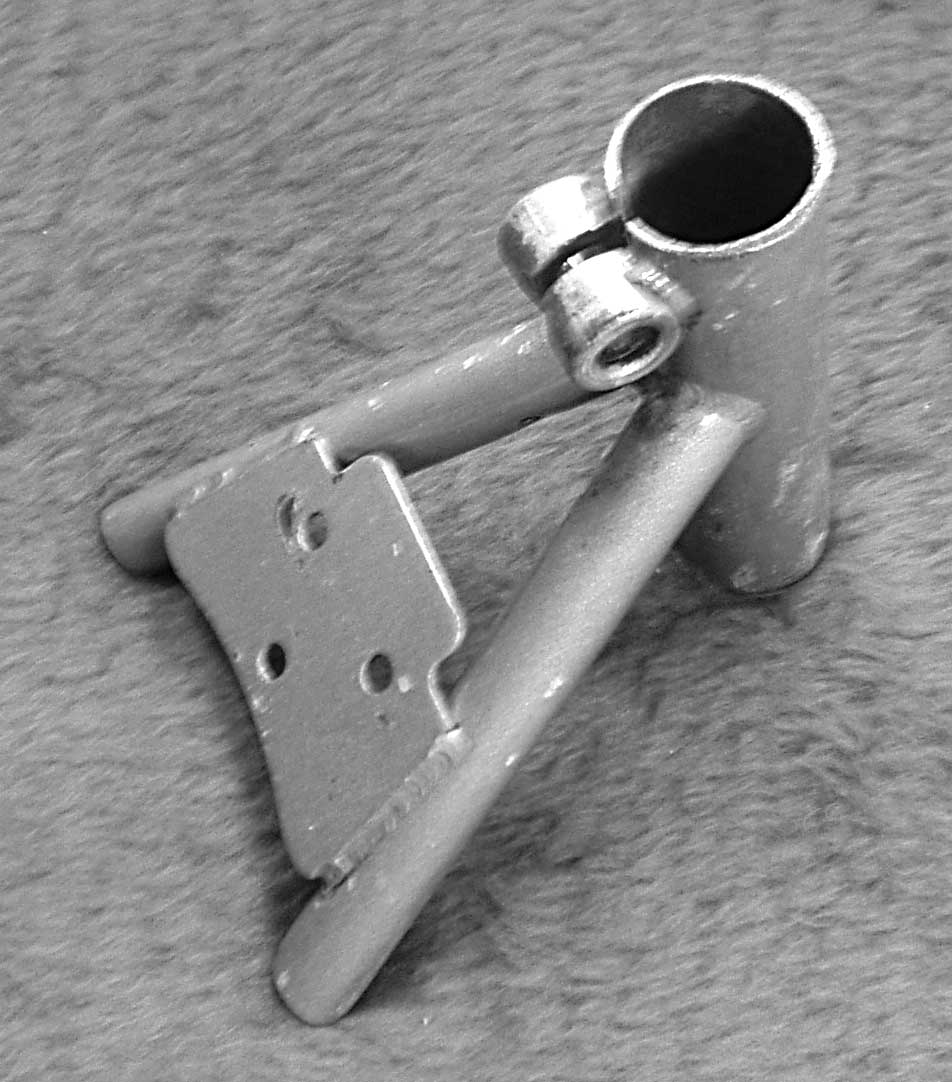
Pletscherplatte

Die Pletscherplatte ist ein aus Blech gefertigtes Bauteil eines Fahrradrahmens. Die namensgebende Firma Pletscher AG bezeichnet das Bauteil auch als Stegplatte.
Die Pletscherplatte verbindet die beiden Sattelstreben und ist zur Befestigung des Schutzblechs, des Gepäckträgers und der hinteren Felgenbremse konzipiert.

## Geschichte
Mitte der 1950er Jahre meldete die Schweizer Firma Gebrüder Pletscher ein Patent für eine „Vorrichtung zum Befestigen von Gepäckträgern an der Hintergabel von Fahrrädern“ an. In der Folge wurde das Bauteil millionenfach verbaut. Mit dem Aufkommen von Cantileverbremsen ging die Verwendung ab den 1990er Jahren zurück, sie war aber noch länger gebräuchlich, besonders bei Fahrradrahmen, bei denen eine stabile Aufnahme für Gepäckträger gefordert war. Mittlerweile erfolgt die Montage des Gepäckträgers meist über zwei beidseitig an den Sitzstreben angebrachte Gewindeösen, Pletscherplatten werden nur noch selten verbaut.